# 西瑞穂駅
西瑞穂駅（にしみずほえき）は、北海道旭川市西神楽1線9号にある北海道旅客鉄道（JR北海道）富良野線の駅である。事務管理コードは▲121712。駅番号はF32。

## 歴史
1957年（昭和32年）から富良野線の気動車列車が運転開始されたことに伴い、新設された駅のひとつである。

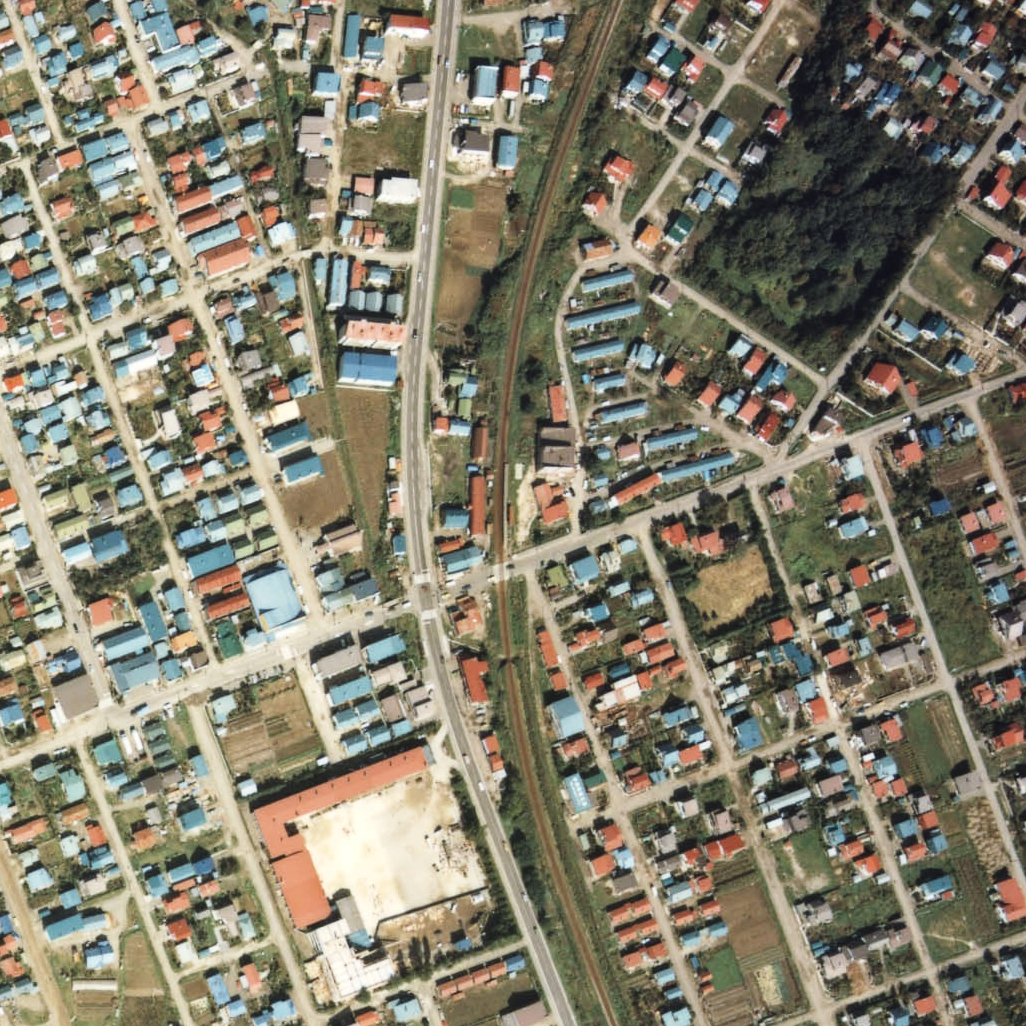
1977年の神楽岡駅と周囲約500m範囲。下が富良野方面。

### 年表
- 1957年（昭和32年）12月1日：富良野線に気動車を投入。併せて西瑞穂仮乗降場として西神楽駅 - 旭川駅間に新設[3][注釈 1]。

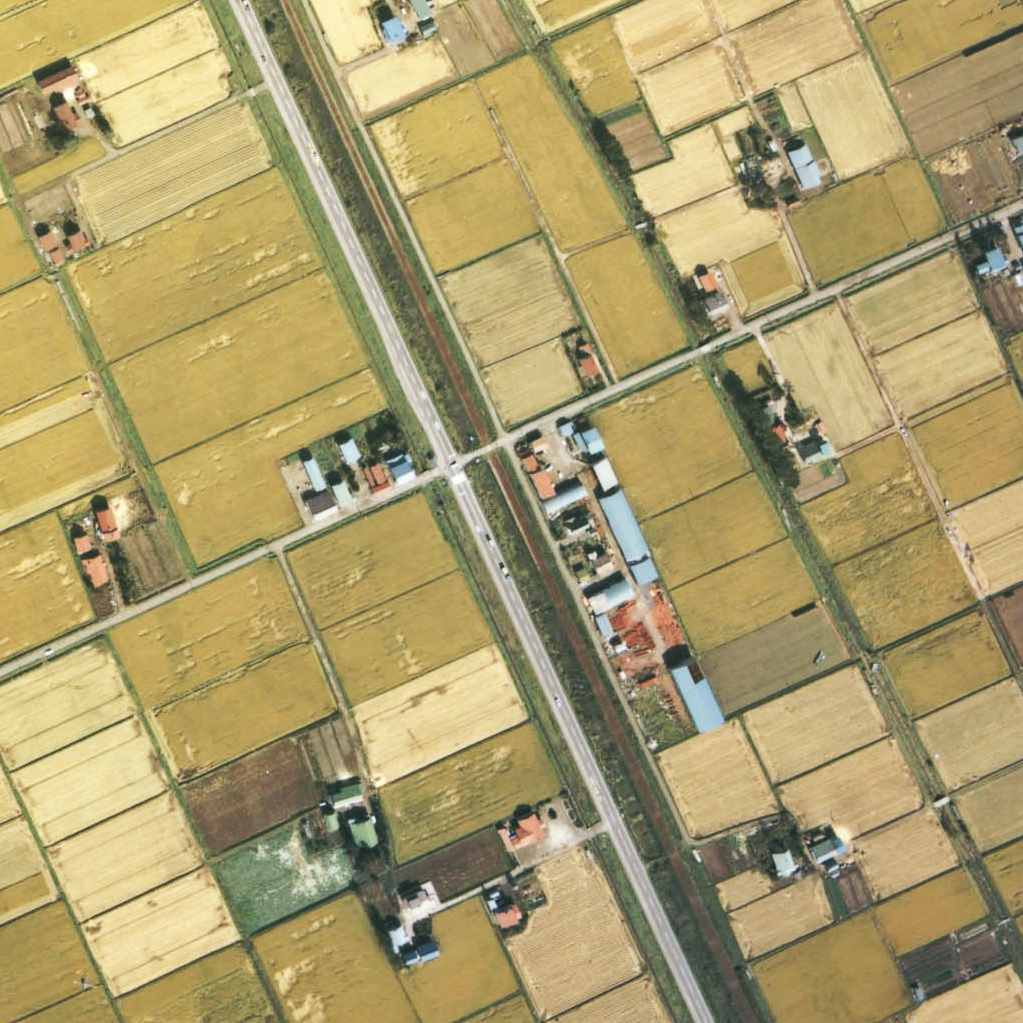
1977年の西瑞穂駅と周囲約500m範囲。下が富良野方面。

- 1958年（昭和33年）3月25日：日本国有鉄道の駅として開業[1][4]。旅客のみ取扱い[1]。
- 1987年（昭和62年）4月1日：国鉄分割民営化により、北海道旅客鉄道（JR北海道）の駅となる[1]。

### 駅名の由来
集落名「西瑞穂」からとされる。

## 駅構造
富良野方に向かって右側に単式ホーム1面1線を有する地上駅。ホーム上にトタン張りの待合室を有する。

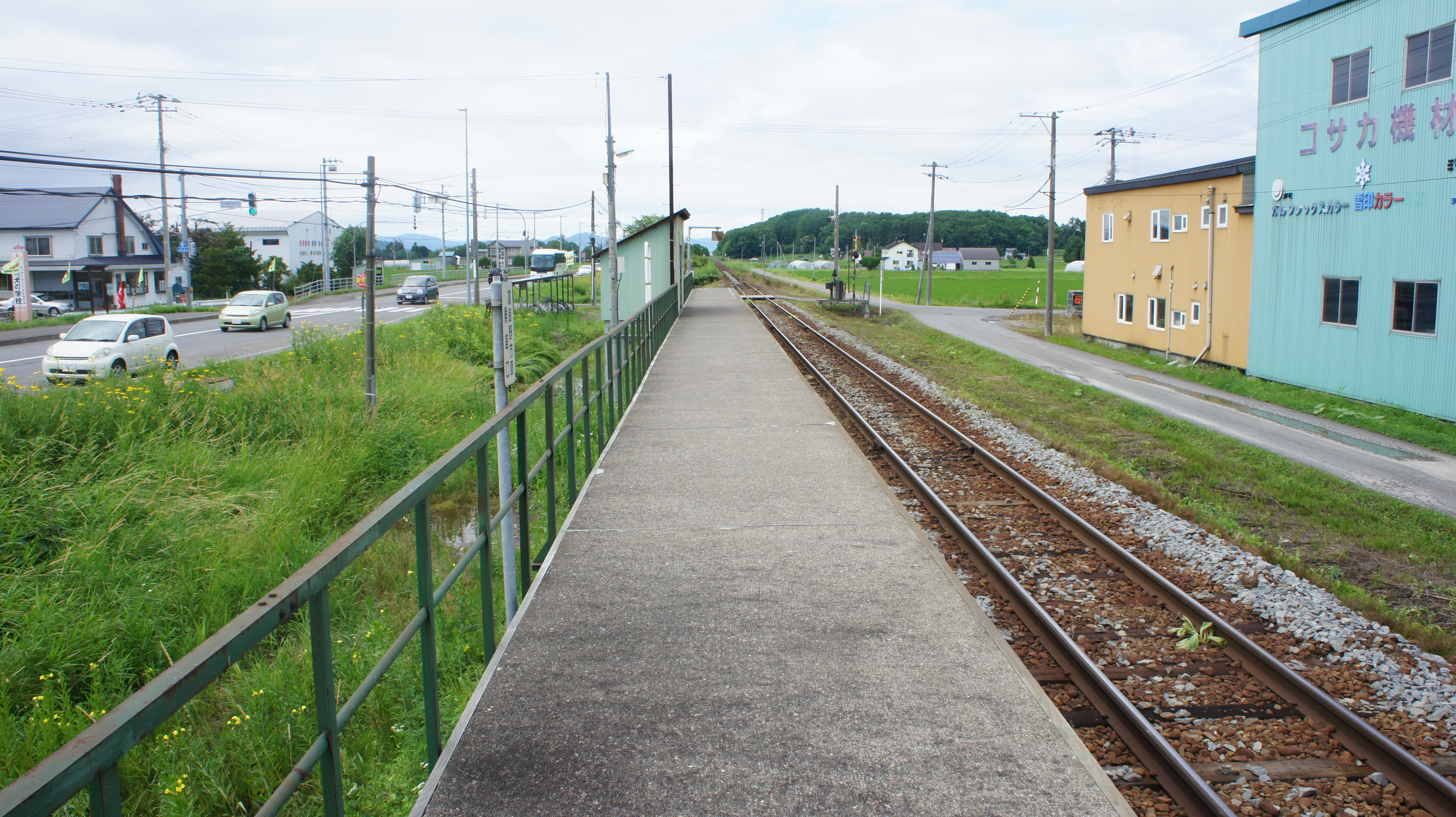
ホーム（2017年7月）
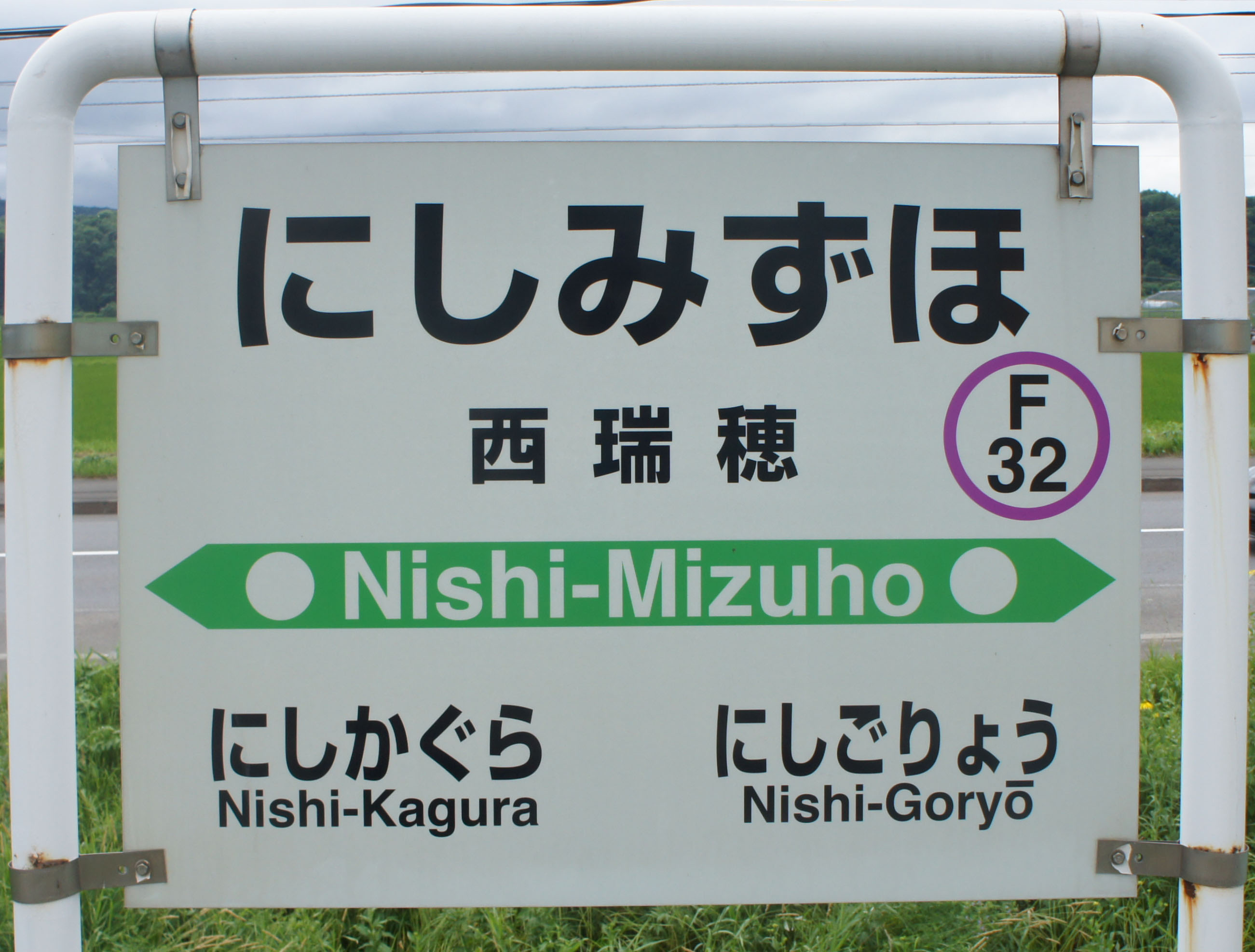
駅名標（2017年7月）

## 利用状況
乗車人員の推移は以下のとおり。年間の値のみ判明している年については、当該年度の日数で除した値を括弧書きで1日平均欄に示す。乗降人員のみが判明している場合は、1/2した値を括弧書きで記した。
また、「JR調査」については、当該の年度を最終年とする過去5年間の各調査日における平均である。
| 年度               | 乗車人員 | 乗車人員 | 乗車人員 | 出典       | 備考                |
| 年度               | 年間     | 1日平均  | JR調査   | 出典       | 備考                |
| ------------------ | -------- | -------- | -------- | ---------- | ------------------- |
| 1992年（平成04年） |          | (35.0)   |          | [ 5 ]      | 1日平均乗降客数70人 |
| 2016年（平成28年） |          |          | 19.6     | [ JR北 1 ] |                     |
| 2017年（平成29年） |          |          | 19.8     | [ JR北 2 ] |                     |
| 2018年（平成30年） |          |          | 19.4     | [ JR北 3 ] |                     |
| 2019年（令和元年） |          |          | 18.6     | [ JR北 4 ] |                     |
| 2020年（令和02年） |          |          | 18.0     | [ JR北 5 ] |                     |
| 2021年（令和03年） |          |          | 15.4     | [ JR北 6 ] |                     |
| 2022年（令和04年） |          |          | 17.2     | [ JR北 7 ] |                     |
| 2023年（令和05年） |          |          | 17.4     | [ JR北 8 ] |                     |

## 駅周辺
民家が散在している程度である以外はほとんどが田んぼである。
- 国道237号
- 北海道立林産試験場（場内に「木と暮らしの情報館」がある）
- 道北バス「9号」停留所

## 隣の駅
北海道旅客鉄道（JR北海道）
■富良野線（一部の上り列車は当駅通過）
西御料駅 (F31) - 西瑞穂駅 (F32) - 西神楽駅 (F33)